# Гусинское водохранилище
Гусинское водохранилище — небольшое русловое водохранилище на реке Гусинка (левый приток реки Великий Бурлук). Расположено у села Егоровка в Купянском районе Харьковской области. Водохранилище построено в 1992 по проекту института «Харківдіпроводгосп». Назначение — орошение, рыборазведения, рекреация. Вид регулирования — многолетнее.

## Основные параметры водохранилища
- Нормальный подпорный уровень — 116,8 м;
- Форсированный подпорный уровень — 117,6 м;
- Полный объем — 2112000 м³;
- Полезный объем — 1,350 млн м³;
- Длина — 2,35 км;
- Средняя ширина — 0,25 км;
- Максимальные ширина — 0,35 км;
- Средняя глубина — 3,6 м;
- Максимальная глубина — 8,0 м.

## Основные гидрологические характеристики
- Площадь водосборного бассейна — 39,1 км².
- Максимальный расход воды 1 % обеспеченности — 54,1 м³/с.

## Состав гидротехнических сооружений
- Глухая земляная плотина длиной — 335 м, высотой — 12,0 м, шириной — 6,5 м. Заделка верхового откоса — 1:10, низового откоса — 1:2.
- Шахтный водосброс с ковшевым оголовком закрытого типа.
- Водоотводная труба из сборного железобетона диаметром 1,4 м, длиной — 55 м. Расчетный расход — 42,5 м³/с.
- Рекомендуемый водовыпуск из сборных железобетонных труб диаметром 800 мм. Расчетный расход — 2,3 м³/с.

## Использование водохранилища
Водохранилище построено как источник орошения в комплексе межхозяйственной оросительной системы в колхозе им. Ватутина площадью 494 га и Вишневского птицесовхоза площадью 124 га. В настоящее время используется для рыборазведения.